# Grab von Kapitän Lendy
Das Grab von Kapitän Lendy (englisch Grave of Captain Lendy) ist ein Nationaldenkmal des afrikanischen Staates Sierra Leone. Es liegt in Walima (auch Waiima) im Chiefdom Fiama, Distrikt Kono, Eastern Province.
Das Denkmal befindet sich (Stand 2007) in gutem Zustand.

## Geschichte
Der britische Kapitän E.A.W. Lendy kam durch Eigenbeschuss der Briten und Franzosen 1893 in Walima ums Leben. Neben ihm starb unter anderem auch der französische Lieutenant Maritz. Beide wurden umgehend an Ort und Stelle begraben. Das Grabkreuz wurde 1933 durch ein Denkmal erweitert.